# Tøjeksperten
Tøjeksperten er en dansk butikskæde, der sælger herretøj. Kæden har omkring 115 butikker i Danmark og sælger også online. 
Kæden er ejet af PWT Group, som udover Tøjeksperten også driver herretøjskæden Wagner. PWT Group måtte i 2020 igennem en rekonstruktion, hvorunder kæden lukkede 20 butikker.